# Symsagittifera poenicea
Symsagittifera poenicea är en plattmaskart som beskrevs av Eugene N. Kozloff 1998. Symsagittifera poenicea ingår i släktet Symsagittifera och familjen Sagittiferidae. Inga underarter finns listade i Catalogue of Life.